# Tamburína
Tamburína (dříve též tamburina) je hudební nástroj patřící mezi bicí nástroje (perkuse).

## Charakteristika
Tamburína je jednoduchý bicí jednoblanný membranofon. Je tvořena bubínkem, nejčastěji dřevěným nebo plastovým, po obvodu může být osazen rolničkami, či kulatými kovovými činelky. Díky těmto rolničkám (činelkům) patří tamburína také mezi idiofony.
Používá se v italské lidové hudbě, romské hudbě, perské, k doprovodu gospelů. Název tamburína pochází ze středoperského slova tambúr, označujícího buben.